# Comunizzazione
La comunizzazione è, per semplificare, il concetto dell'abolizione del capitale, delle classi e del proletariato ad opera del proletariato stesso, attraverso una rivoluzione comunista, senza transizione “socialista” né autogestione. La comunizzazione è concepita, dunque, allo stesso tempo, come rottura e come transizione, a partire da misure direttamente comunizzatrici, cioè capaci di aprire la strada al comunismo.

## La “prospettiva comunizzatrice”
Il concetto di comunizzazione, apparso all'inizio degli anni settanta del secolo scorso nel quadro della crisi del programmatismo, esprimeva allora il rapporto tra lotte immediate e rivoluzione in termini negativi. Esso designava lo iato tra la rivoluzione in quanto abolizione di tutte le classi, “autonegazione del proletariato”, e le lotte immediate. Queste ultime non erano “disprezzate”, ma dalle loro impasse e dal succedersi dei loro fallimenti, sarebbe dovuta nascere la necessità di “fare altro”. Le lotte quotidiane rappresentavano un processo di “maturazione negativa”: di sconfitta in sconfitta fino all'aurora. 
L'elaborazione della teoria della comunizzazione è avvenuta in concomitanza con l'inizio della crisi del modo di produzione capitalistico, alla fine degli anni sessanta, e con il processo di ristrutturazione controrivoluzionaria dispiegatosi a partire dall'inizio degli anni settanta. In quanto produzione teorica, essa rappresenta il superamento della contraddizione entro la quale si dibatteva l'ultragauche, la quale criticava le forme dell'ascesa e dell'affermazione del proletariato (partito di massa, sindacato, parlamentarismo) pur conservando l'idea di rivoluzione come affermazione della classe; rappresenta, allo stesso modo, il superamento dell'impasse dell'autonomia operaia. La critica parziale e formale sviluppata dall'ultragauche, che celebrava ancora l'affermazione diretta del proletariato attraverso i consigli operai, si radicalizza allora nella teoria dell'autonegazione del proletariato. Dal punto di vista teorico, quest'ultimo viene sempre concepito come naturalmente rivoluzionario, in contrapposizione alla classe operaia realmente esistente ed alienata, nella quale non si vede che un baluardo del lavoro salariato. La critica di questa concezione (la contraddizione proletariato/classe operaia) sfocerà – nella misura in cui la ristrutturazione avanza e l'identità operaia si dissolve – nell'abbandono dell'idea di una natura rivoluzionaria del proletariato, seppur celata sotto le spoglie della classe operaia. La contraddizione proletariato/classe operaia era stata una maniera transitoria di uscire dall'impasse dell'impossibilità dell'affermazione della classe: questa pura lotta di concetti supponeva che la natura del proletariato potesse manifestarsi soltanto distruggendo tutte le forme di esistenza della classe all'interno della società capitalistica – classe che poteva essere semplicemente definita come “capitale variabile”.
La situazione, una volta giunta a compimento la ristrutturazione, è tale che l'affermazione del proletariato in vista della liberazione del lavoro produttivo, perde ogni senso e contenuto. Non esiste più alcuna identità operaia propria, opposta al capitale e da esso confermata. La sua esistenza sociale si contrappone ora al proletariato come il capitale stesso. La lotta del proletariato contro il capitale contiene la contraddizione alla sua propria natura di classe del modo di produzione capitalistico.
Nella rivoluzione in quanto comunizzazione, il comunismo è prodotto contro il capitale, per il semplice fatto che esso è coscientemente necessario per la lotta contro lo sfruttamento e contro la crisi stessa dello sfruttamento, vale a dire la crisi dell'implicazione reciproca tra le classi. Qualsivoglia affermazione di una natura rivoluzionaria del proletariato, anche sotto forma di affermazione di una pura negatività, è superata allorché la rivoluzione in quanto produzione del comunismo è il mezzo stesso della distruzione del capitale e dell'abolizione delle classi. Produzione nella quale non si esprime alcuna “natura” del proletariato, nella quale la critica coerente del capitale – comprendente cioè il suo processo storico – è l'affermazione della prospettiva comunizzatrice.
L'abolizione del capitale, ovvero la rivoluzione e la produzione del comunismo, è immediatamente abolizione della classi e dunque del proletariato, attraverso la comunizzazione della società che viene così abolita in quanto comunità separata dai suoi membri. La società è sempre la comunità separata dai suoi membri, società di classe incarnata dalla classe dominante. L'abolizione della classe dominante, la classe del capitale, significa abolizione dello Stato e della società che esso rappresenta in quanto Stato del capitale. I proletari distruggono il capitale producendo contro di esso una comunità immediata ai suoi membri, trasformando se stessi in individui immediatamente sociali, instaurando relazioni tra individui singoli e gruppi di affinità che hanno cessato di essere l'incarnazione di una categoria sociale (ivi incluse le categorie presuntivamente naturali, ma in realtà socialmente costruite, dei sessi sociali: “uomo” e “donna”).
Questo processo rivoluzionario è comunizzazione, produzione del comunismo senza altra transizione che la rivoluzione stessa. Non vi sono tappe intermedie tra la rivoluzione e il comunismo: né socialismo, né un qualsivoglia forma di potere operaio o di “gestione operaia”. In seguito alla ristrutturazione del rapporto tra le classi che ha avuto luogo, il proletariato non oppone più al capitale la positività che quest'ultimo gli confermava: essere la classe del lavoro produttivo. La situazione attuale del rapporto di classe è il prodotto dell'insieme del processo storico del capitale: in quanto sfruttamento, in quanto modo di produzione, in quanto economia, in quanto società capitalistica, in quanto Stato, vale a dire in quanto contraddizione permanente (lo sfruttamento), irriducibile e sempre più profonda, tra la classe dei capitalisti e il proletariato.

### Il “programmatismo”
Nei cicli di lotte passati, con la prospettiva della propria affermazione e della liberazione del lavoro, il proletariato – in implicazione reciproca con il capitale – produceva il superamento comunista in forma adeguata al contenuto della sua contraddizione con il capitale. Questa rivoluzione, benché impossibile nei suoi propri termini, rappresentava il superamento reale, la cui impossibilità risulta evidente solo dal punto di vista del superamento che la contraddizione di classe produce oggi. Il proletariato progettava la propria affermazione programmando uno stadio storico di libero sviluppo della produttività e dunque di caducità del valore. Questa tappa di transizione al comunismo costituiva l'integrazione necessaria, da parte del proletariato, del divenire, sotto il proprio controllo, della parabola storica del capitale. Questa fase poteva essere concepita come Stato operaio (dai marxisti) o come gestione municipale o sindacale (dagli anarchici), ma questo non modificava l'essenza delle cose. L'impossibilità dell'integrazione della parabola storica del capitale, era l'impossibilità dell'auto-sfruttamento, poiché lo sfruttamento è sempre il rapporto di classi distinte.